# UWC México 27
UWC México 27: Torres vs. Canada fue un evento de artes marciales mixtas producido por Ultimate Warrior Challenge México, que se llevó a cabo el 11 de junio de 2021 en el Entram Gym de Tijuana, Baja California, México.